# Rosewater
Rosewater è un film del 2014 scritto e diretto da Jon Stewart, noto come conduttore del The Daily Show.
Il film si basa sul libro di Maziar Bahari Then They Came for Me, scritto con Aimee Molloy in cui il giornalista canadese-iraniano racconta i suoi 118 giorni vissuti in prigionia e tortura nel 2009 dopo le proteste post-elettorali. Il titolo fa riferimento all'acqua di rose, una bevanda molto utilizzata nel Medio Oriente.

## Sinossi
Il giornalista canadese-iraniano Maziar Bahari trascorre quattro mesi in una prigione di Teheran dopo essere stato accusato di aver complottato contro il governo dell'Iran.

## Produzione
In seguito alla sua liberazione, Bahari fu ospitato al The Daily Show negli Stati Uniti. In quest'occasione strinse amicizia con Jon Stewart, che ha deciso di realizzare il film basato sul suo libro.
Il film è stato girato in Giordania tra il giugno e l'agosto 2013. Durante le riprese, Gael García Bernal e alcuni membri della troupe seguirono il Ramadan.

## Premi e candidature
- 2014 – National Board of Review of Motion Pictures
  - Freedom of Expression Award
- 2014 – Phoenix Film Critics Society Awards
  - Nomination miglior regista esordiente a Jon Stewart